# IV. Igre malih europskih država – Andora 1991.
IV. Igre malih europskih država održane su od 21. do 25. svibnja 1991. u Andori. Igre je otvorio tadašnji biskup Joan Martí i Alanis, a na njima je nastupilo 697 natjecatelja iz 8 država u 8 špotova.

## Tablica odličja
Pregled država sudionica prema osvojenim odličjima:
      zemlja domaćin (Andora)